# Veciana
|  | Per a altres significats, vegeu «Veciana (desambiguació)». |

Veciana és un municipi de la comarca de l'Anoia pertanyent a l'Alta Segarra. L'església de Sant Pere del Vim, al municipi de Veciana, conserva l'únic exemplar de pintures romàniques a la zona de l'Alta Anoia, restaurades l'any 2010.

## Geografia
- Llista de topònims de Veciana (Orografia: muntanyes, serres, collades, indrets..; hidrografia: rius, fonts...; edificis: cases, masies, esglésies, etc).

| Entitat de població  | Habitants (2024) |
| Sant Pere del Vim    | 47               |
| Segur                | 35               |
| Veciana              | 34               |
| Santa Maria del Camí | 31               |
| Montfalcó el Gros    | 28               |
| Font: Idescat        |                  |

## Demografia
| 1497 f | 1515 f | 1553 f | 1717 | 1787 | 1857 | 1877 | 1887 | 1900 | 1910 |
| ------ | ------ | ------ | ---- | ---- | ---- | ---- | ---- | ---- | ---- |
| 32     | 35     | 35     | 276  | 369  | 625  | 603  | 367  | 284  | 303  |

| 1920 | 1930 | 1940 | 1950 | 1960 | 1970 | 1981 | 1990 | 1992 | 1994 |
| ---- | ---- | ---- | ---- | ---- | ---- | ---- | ---- | ---- | ---- |
| 479  | 518  | 477  | 501  | 500  | 306  | 210  | 183  | 169  | 169  |

| 1996 | 1998 | 2000 | 2002 | 2004 | 2006 | 2008 | 2010 | 2012 | 2014 |
| ---- | ---- | ---- | ---- | ---- | ---- | ---- | ---- | ---- | ---- |
| 173  | 154  | 154  | 156  | 169  | 167  | 170  | 173  | 169  | 176  |

| 2016 | 2018 | 2020 | 2022 | 2024 | 2026 | 2028 | 2030 | 2032 | 2034 |
| ---- | ---- | ---- | ---- | ---- | ---- | ---- | ---- | ---- | ---- |
| 173  | 170  | 175  | 182  | 172  | -    | -    | -    | -    | -    |

## Llocs d'interès
- Mas Garreta, un mas situat en aquest municipi.[2] 41° 39′ 21.27″ N, 1° 27′ 49.97″ E / 41.6559083°N,1.4638806°E